# De la quadruple racine du principe de raison suffisante
De la quadruple racine du principe de raison suffisante (Über die vierfache Wurzel des Satzes vom zureichenden Grunde) est le titre de la thèse de doctorat d’Arthur Schopenhauer publiée en 1813. Le philosophe allemand en donnera une seconde édition remaniée en 1847. Schopenhauer considérait indispensable la lecture de cet ouvrage auquel il renverra toujours ses lecteurs comme le point de départ nécessaire pour une compréhension complète de tout son système. L'ouvrage se compose de 8 chapitres et 52 paragraphes.

## Contexte

### Historique
En janvier 1813, après avoir subi une désastreuse défaite en Russie, les restes de la Grande Armée de Napoléon arrivèrent à Berlin. Les hôpitaux étaient remplis de malades et de blessés et les risques d'épidémie élevés. Un esprit patriotique et militariste s’empara de la ville et la population, philosophes et étudiants compris, espérait en finir avec l’occupation française. Cette situation devint rapidement intolérable à Schopenhauer qui fuit la ville, se retirant dans la petite ville de Rudolstadt près de Weimar. C'est ici, de juin à novembre de cette année 1813, qu’il rédigea sa thèse pendant qu’il résidait dans une auberge.
Après avoir présenté sa thèse, Schopenhauer obtint un doctorat de l'Université de Iéna in abstentia. Il entreprit d’en faire réaliser une édition à titre privé. Trois comptes rendus seulement en firent un éloge condescendant. On ne vendra guère plus de cent exemplaires, le reste sera mis au rebut quelques années plus tard. Parmi les raisons de l'accueil mitigé fait à sa thèse, on peut penser qu’elle ne bénéficiait pas encore du style magistral que développa ultérieurement l’auteur et que ni l’importance ni la portée de sa réflexion n’apparaissaient clairement. Toutes les lignes conduisant à l’œuvre principale sont tracées, la tradition philosophique y est défiée et Schopenhauer n’y est pas avare d’attaques contre l'esprit du temps en philosophie.
Un exemplaire en fut envoyé à Goethe qui répondit en invitant l'auteur à son domicile, officiellement pour discuter de philosophie, mais en réalité afin de recruter le jeune philosophe pour qu’il travaille sur son Traité des couleurs.
Schopenhauer reprit et développa sa thèse dans une nouvelle édition publiée en 1847 et comprenant 70 pages de plus que l’édition de 1813. C’est cette édition qui est lue de nos jours.

### Philosophique
L'épistémologie de Schopenhauer se fonde sur la théorie kantienne de la connaissance. Schopenhauer s’est lui-même proclamé un kantien s’étant approprié l'accomplissement le plus essentiel de son prédécesseur en épistémologie, et qui a ensuite affirmé avoir simplement étendu et complété ce que Kant avait bâclé ou laissé inachevé.
Du point de vue de Schopenhauer, le principal mérite de Kant est d’avoir établi une distinction entre la chose en soi et le monde phénoménal dans lequel elle apparaît, c'est-à-dire le monde tel que nous nous le représentons nous-mêmes. Ce qui est crucial ici est la conscience que ce qui d’abord rend possible toute expérience -et cela sans exception aucune- c’est notre esprit qui perçoit, qui synthétise les perceptions de la sensation brute, et qui par conséquent extrait les concepts de ces perceptions. Schopenhauer s'approprie les formes de Kant sur la sensibilité (espace, temps et causalité) et les transforme en ce qu'il appelle la compréhension :

« Comprendre la causalité est la seule fonction de la compréhension, son seul pouvoir, mais c'est un pouvoir d’une grande portée, multiple dans ses applications, et pourtant sans équivoque dans son identité à travers toutes ses manifestations. Inversement, toute causalité -donc toute la matière- et par conséquent l'ensemble de la réalité, est compréhension, par la compréhension, dans la compréhension. La première, la plus simple et permanente manifestation de toute compréhension c’est la perception du monde réel. C'est à tout point de vue la connaissance de la cause à l'effet et toute perception est donc intellectuelle »

Ainsi, la compréhension n'existe pas indépendamment de notre capacité à percevoir et à déterminer les relations car c'est le fondement même de l'expérience. Non seulement ce que nous pensons abstraitement, mais aussi nos perceptions est entièrement intellectuel et subjectivement déterminé.

## Le monde comme représentation
La proposition centrale de Schopenhauer est l'idée principale de toute sa philosophie. Il écrit simplement : « Le monde est ma représentation ». Toute son œuvre est une analyse élaborée et le développement de ce qu'annonce cette phrase, qui commence avec son épistémologie kantienne mais trouve une élaboration approfondie au sein de sa version du principe de raison suffisante. Celui-ci est chargé de fournir des explications adéquates pour toute chose ou objet qui apparaît en relation avec un objet de savoir. À toute représentation possible, la question du « pourquoi? » peut toujours être posée. C’est ce que Schopenhauer a fait, selon lui, à savoir étendre et compléter ce que Kant a commencé avec sa Critique de la Raison pure.

## Les quatre racines
Le principe de raison suffisante se présente sous quatre aspects correspondant aux quatre racines du titre. Ainsi quatre classes d'objets se produisent « toujours et déjà (en) », seulement en relation avec un sujet connaissant et selon une capacité corrélative chez ce sujet :
1. Principium rationis sufficientis fiendi : c'est le principe de raison suffisante du devenir qui relève de l'entendement. Il s'agit de la nécessité physique ;
2. Principium rationis sufficientis cognoscendi : c'est le principe de raison suffisante de la connaissance qui relève de la raison. Il s'agit de la nécessité logique ;
3. Principium rationis sufficientis essendi : c'est le principe de raison d'être qui relève de la sensibilité pure. Il s'agit de la nécessité mathématique ;
4. Principium rationis sufficientis agendi : c'est le principe de la loi de motivation qui relève du vouloir. Il s'agit de la nécessité morale.

## Conclusion
Différentes règles régissent les explications possibles des représentations des quatre classes et « toute explication donnée en conformité avec cette ligne directrice est seulement relative. Le principe de raison suffisante explique les choses en référence les unes aux autres, mais il laisse toujours inexpliqué quelque chose qu'il présuppose », et les deux choses qui sont absolument inexplicables sont le principe lui-même et la « chose en soi » que Schopenhauer identifie avec la Volonté. D’un autre point de vue, le principe fournit la forme générale de toute perspective donnée qui suppose à la fois le sujet et l’objet. La chose en soi demeure par conséquent à jamais inconnaissable, car toutes les qualités qui lui sont attribuées sont simplement perçues, c'est-à-dire construites dans l'esprit à partir des sensations données dans le temps et l'espace. Par ailleurs, parce que les concepts que nous formons à partir de nos perceptions ne peuvent en aucun cas se référer avec une quelconque validité à quelque chose au-delà des limites de l'expérience, toutes les preuves de l'existence de Dieu ou quoi que ce soit au-delà de la possibilité de l'expérience tombent sous le rasoir de la critique kantienne. C’est ce que Kant nomme idéalisme critique ou transcendantal. Rappelons que « transcendantal » ne renvoie pas à la connaissance de l'inconnaissable mais se rapporte aux conditions a priori de l'expérience intellectuelle. Cette intuition de la compréhension a priori est une anticipation moderne de l'expression post-moderne « toujours et déjà »  concept créé par Paul Ricœur. Le temps et l'espace, toujours et déjà, déterminent les possibilités d'expérience. De plus, Schopenhauer fait la distinction avec ce qu'il appelle une « falsification a priori ». En plus des formes de l'espace et du temps, le contexte culturel (idéologie) détermine les relations à l’expérience [6] Il les considère falsifiées parce qu’il est possible d'enquêter et de découvrir leurs fondements, conduisant à une réorientation qui considère l'expérience comme un matériau source de nouvelles connaissances, mais qui ne détruit pas les préjugés se rapportant aux phénomènes.

## Résumé
« Notre conscience connaissante ... est divisible uniquement en sujet et objet. Être objet pour le sujet et être notre propre représentation, ou image mentale, sont une seule et même chose. Toutes nos représentations sont des objets pour le sujet, et tous les objets du sujet sont nos représentations. Celles-ci sont l'une à l'autre dans un rapport nécessaire qui est déterminable a priori dans sa forme et, en vertu de cette connexion, rien d'existant et d'indépendant par soi-même, rien de seul et de détaché ne peut devenir un objet pour nous. ... Le premier aspect du principe de raison suffisante est celui du devenir, autrement dit la loi de causalité, et ne s'applique qu'aux changements. Ainsi, si la cause est donnée, l'effet doit nécessairement s'ensuivre. Le deuxième aspect est relatif aux concepts ou représentations abstraites qui sont eux-mêmes tirés des représentations de la perception intuitive. Dans ce cas, le principe de raison suffisante stipule qu'étant données certaines prémisses, la conclusion doit suivre. Le troisième aspect du principe s'applique à l'être dans l'espace et le temps et montre que l'existence d'une relation implique forcément l'autre, comme l'égalité des angles d'un triangle implique nécessairement l'égalité de ses côtés et réciproquement. Le quatrième aspect enfin est relatif aux actions, autrement dit la loi de la motivation, qui stipule qu'un cours d'action précis résulte inévitablement d'un caractère donné et d'un motif. »

E. F. J. Payne